# デュラセル
デュラセル（英語: Duracell）は、アメリカの大手電池メーカー。2005年（平成17年）親会社のジレットがプロクター・アンド・ギャンブルに買収されたため、P&Gのグループ企業となったが、2016年にバークシャー・ハサウェイに売却された。
アメリカでは、アルカリ電池、ニッケル水素二次電池と充電器などの乾電池だけでなく、懐中電灯やメモリーカード、自動車用鉛蓄電池なども販売している。
電池の製品名のCopper Topとは電池の陽極側が銅色であることによるが、元々赤毛を指す俗称であることが由来である。

## 歴史

### 日本における営業活動

#### 沿革（日本）
- 1965年（昭和40年）、松下電器産業（現・パナソニックホールディングス）とマロリー（現・デュラセル）が合弁会社「ナショナルマロリー電池」を設立。ナショナルのロゴマークの横に「MALLORY」と併記。後に合弁解消、松下電器産業電池事業部とナショナルマロリー電池を統合して松下電池工業（現・パナソニック オートモーティブ&インダストリアルシステムズ社）を設立。
- 1982年（昭和57年）、三洋電機とデュラセルが合弁会社「三洋デュラセル」を設立。1986年（昭和61年）に合弁を解消、三洋エクセルを経て、三洋エナジー鳥取となる。その後FDKに売却されたためFDK鳥取に改称、最終的には2016年にFDK本社に合併された。
- 2002年（平成14年）、その後も「デュラセル・バッテリージャパン」によって営業が継続されていたが、一部の商品を除いて日本市場から撤退。

現在、出荷を継続している商品も市場でよく見かけるとは言いがたい状況であるが、海外メーカーの電気製品が内蔵する充電用電池、乾電池駆動の電化製品にテスト用電池としての添付品として見られるほか、並行輸入品として見かけることもある。
日本国内のコストコでは、P&G傘下時代にプロクター・アンド・ギャンブル・ジャパンから正規供給された製品が販売されていた。
補聴器の電池として利用されているため、日本においてもニーズは一定数ある。
2024年7月2日、伊藤忠商事傘下の伊藤忠リーテイルリンクは日本でのデュラセルブランド製品の販売代理店契約を結び、家電量販店や電子商取引で取り扱う事を発表した。

#### 日本で出荷中の製品
2007年現在、国内の一般市場向けとして販売している製品に以下のようなものがある。
- 単1〜単4 - アルカリ乾電池 “Copper Top”
- 単3〜単4 - ハイパワーアルカリ乾電池“Ultra”
- フォトリチウム電池“CP1”（ニコン COOLPIX用リチウムイオン電池EN-EL5と互換の一次電池）
- 補聴器用空気電池
- AED用高出力リチウム電池 - 旭化成ゾールメディカル製のAEDに使われている。
- SDメモリーカード - 全国のコストコで販売

また、2025年現在、国内で通信・店舗販売されている製品には以下のようなものがある。
- 単1〜単4-アルカリ乾電池
- 9V アルカリ乾電池
- 単3〜単4-ハイパワーアルカリ乾電池''DELUXE''
- 単3〜単4-（上記の最大約2倍のパワー）ハイパワーアルカリ乾電池''OPTIMUM''

なお、DELUXEシリーズとOPTIMUMシリーズには、POWER BOOSTが配合され、OPTIMUMシリーズには最大2倍配合されている

### TV CM
三洋デュラセル時代の日本も含めて過去のTVCMでは、電池本体の色が2色に分かれていることを利用してか「陽極の部分がガシャンと閉じる」という演出がなされていた。
- デュラセルバニー（英語版） - 電池の耐久性を証明するためにデュラセルの電池で駆動するウサギの人形を使ったCMが作られた。